# 国道420号
国道420号（こくどう420ごう）は、愛知県豊田市から新城市に至る一般国道である。

## 概要

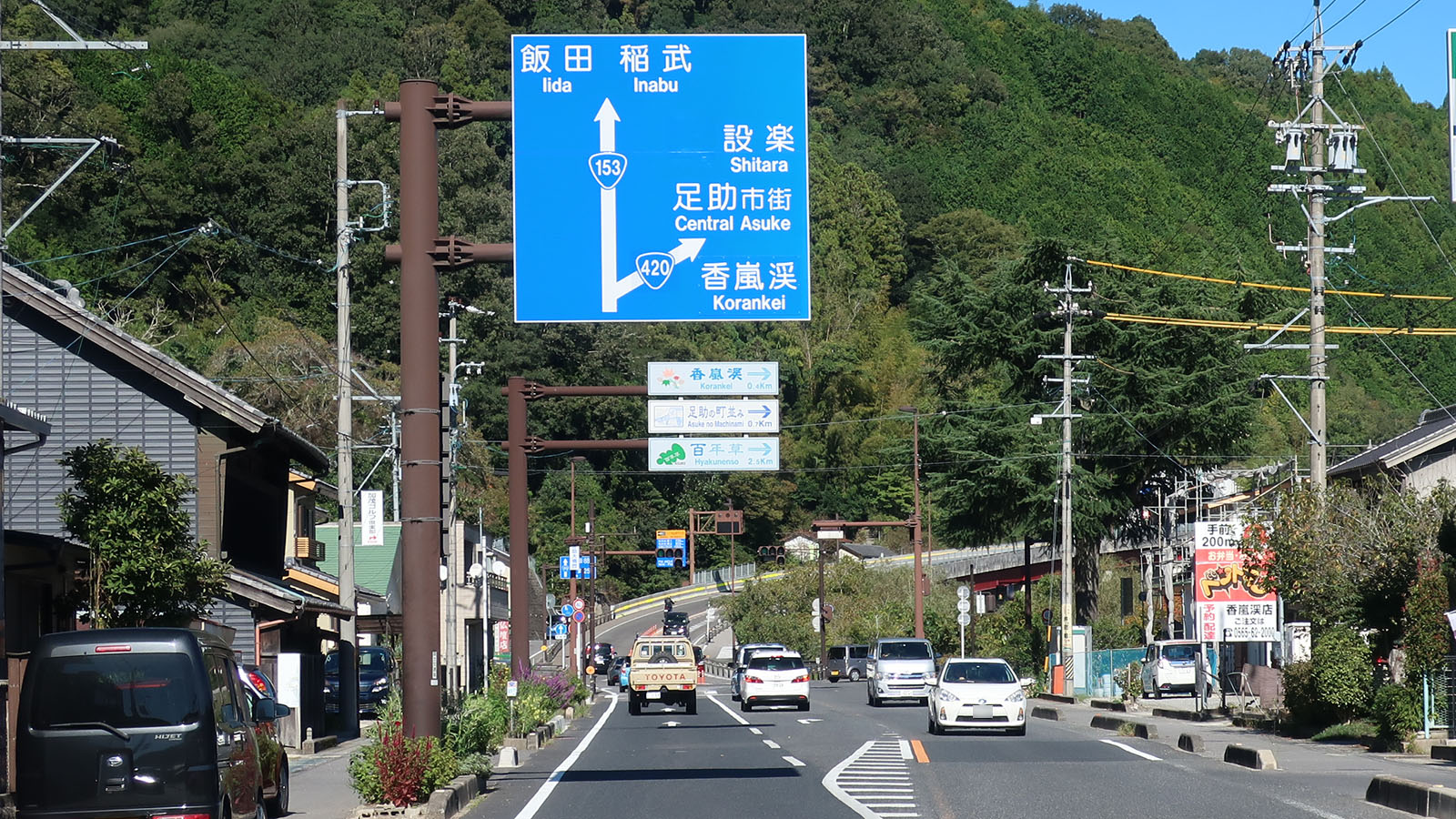
起点からの重複区間
国道153号からの分岐
愛知県豊田市 足助大橋西交差点

起点の豊田市から、国道153号との重複区間を経て、同市足助町にある香嵐渓付近を通過する。香嵐渓入口にあたる、起点より約18 kmの足助大橋西交差点から約15 kmのみ完全単独路線区間が続くが、同市阿蔵町から約15 kmは国道473号が重複、また北設楽郡設楽町田峯の国道257号交点より先の約19 kmは、同路線との重複区間となり、終点の新城市に至る路線である。
単独区間 - 国道473号重複区間（旧・愛知県道34号設楽下山足助線区間）および国道257号重複区間のうち、北設楽郡設楽町と新城市の一部に狭路区間が残るが、その他の区間は片側1車線の道路が確保されている。

### 路線データ
一般国道の路線を指定する政令に基づく起終点および重要な経過地は次のとおり。
- 起点：豊田市（挙母町1丁目北交差点 = 国道153号交点、国道248号・国道419号上）
- 終点：新城市（有海交差点 = 国道151号・国道257号交点）
- 重要な経過地：愛知県東加茂郡足助町[注釈 3]、同郡下山村[注釈 3]、同県北設楽郡設楽町
- 総延長 : 66.1 km（重用延長を含む。）[2][注釈 4]
- 重用延長 : 36.2 km[2][注釈 4]
- 未供用延長 : なし[2][注釈 4]
- 実延長 : 29.9 km[2][注釈 4]
  - 現道 : 29.9 km[2][注釈 4]
  - 旧道 : なし[2][注釈 4]
  - 新道 : なし[2][注釈 4]
- 指定区間：なし[3]

## 歴史
- 1954年（昭和29年）1月20日 - 建設省（現・国土交通省）が主要地方道足助阿蔵設楽線を指定。
- 1956年（昭和31年）4月14日 - 愛知県が主要地方道561号足助阿蔵設楽線を認定。
- 1972年（昭和47年）8月27日 - 愛知県が主要地方道34号足助下山設楽線へ改称。
- 1982年（昭和57年）4月1日 - 一般国道420号（豊田市 - 新城市）として指定施行[4]。

## 路線状況

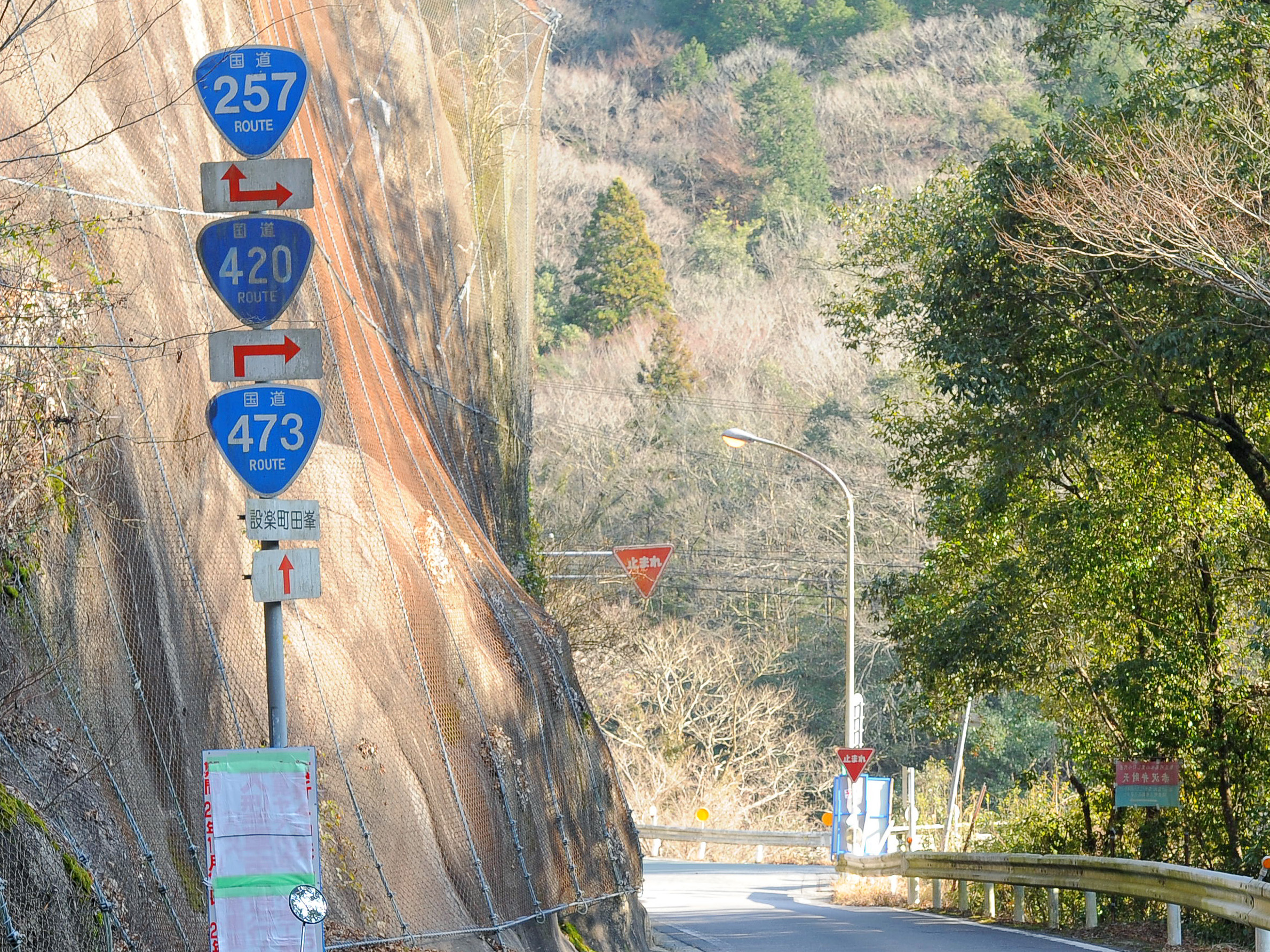
国道473号との重複区間
北設楽郡設楽町田峯
（2014年12月）

### 別名
- 鳳来寺道

### バイパス
- 段戸バイパス（新段戸トンネル）

2001年（平成13年）11月22日開通。新段戸トンネル（1,403 m）の開通により阿蔵峠の旧道部分が廃道となったことに伴い、旧トンネルは埋め立てられた。

### 重複区間
- 国道419号（豊田市（起点） - 陣中町1丁目北交差点）
- 国道153号（豊田市（起点） - 豊田市足助町・足助大橋西交差点）
- 国道473号（豊田市阿蔵町 - 設楽町田峯）
- 国道257号（設楽町田峯 - 新城市・有海交差点）

## 地理

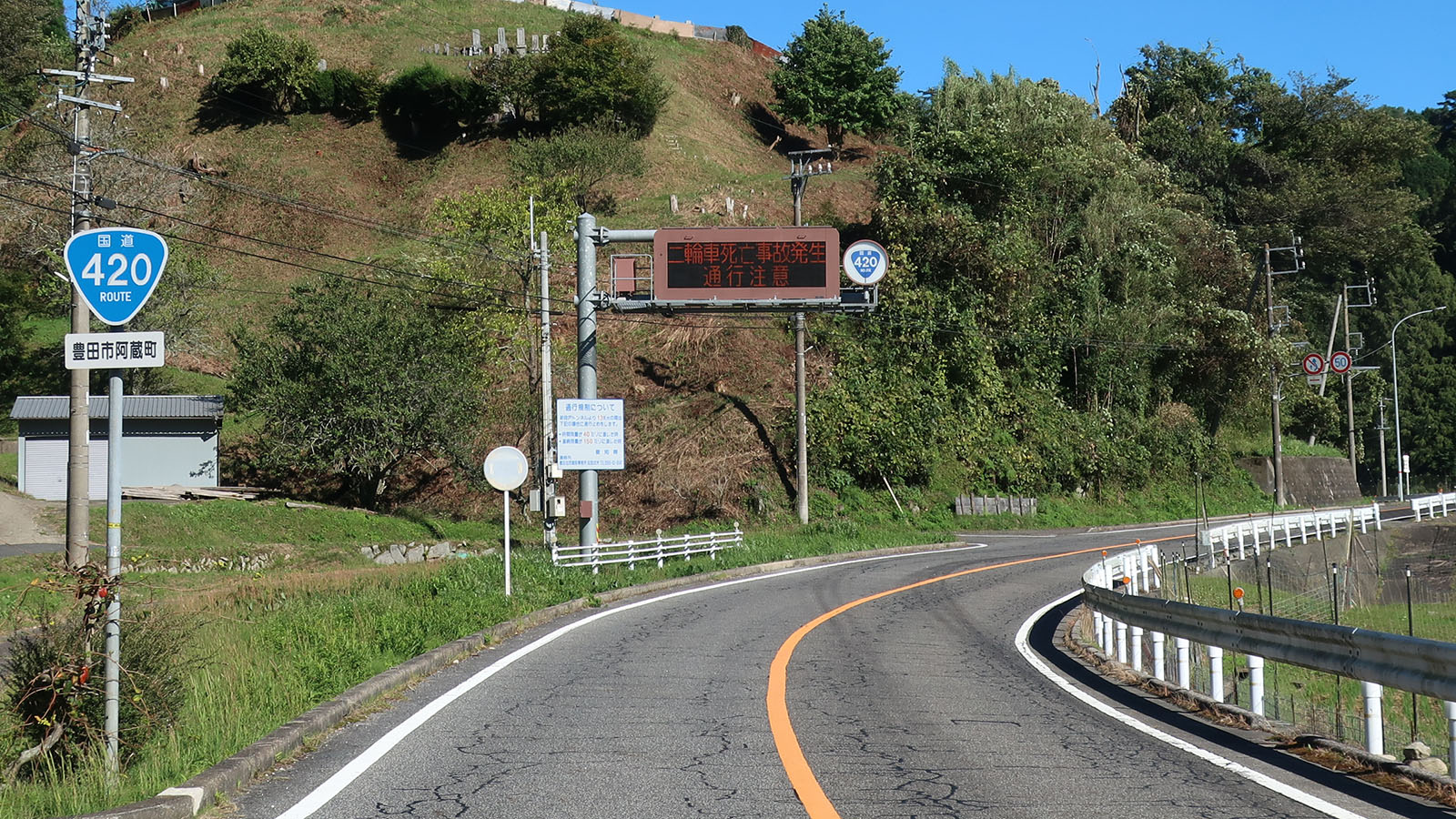
愛知県豊田市阿蔵町
（2019年10月）

### 通過する自治体
- 愛知県
  - 豊田市 - 北設楽郡設楽町 - 新城市 - 北設楽郡設楽町 - 新城市

### 交差する道路
- 国道153号、国道248号、国道419号（豊田南北線）（豊田市・挙母町1丁目北交差点）
- 猿投グリーンロード（豊田市力石町）
- 国道153号（飯田街道）（豊田市足助町・足助大橋西交差点）
- 国道473号（豊田市阿蔵町）
- 国道257号、国道473号（設楽町田峯）
- 国道151号（別所街道）（新城市・有海交差点）

### 沿線
- 香嵐渓
- 豊邦交流センター

## ギャラリー

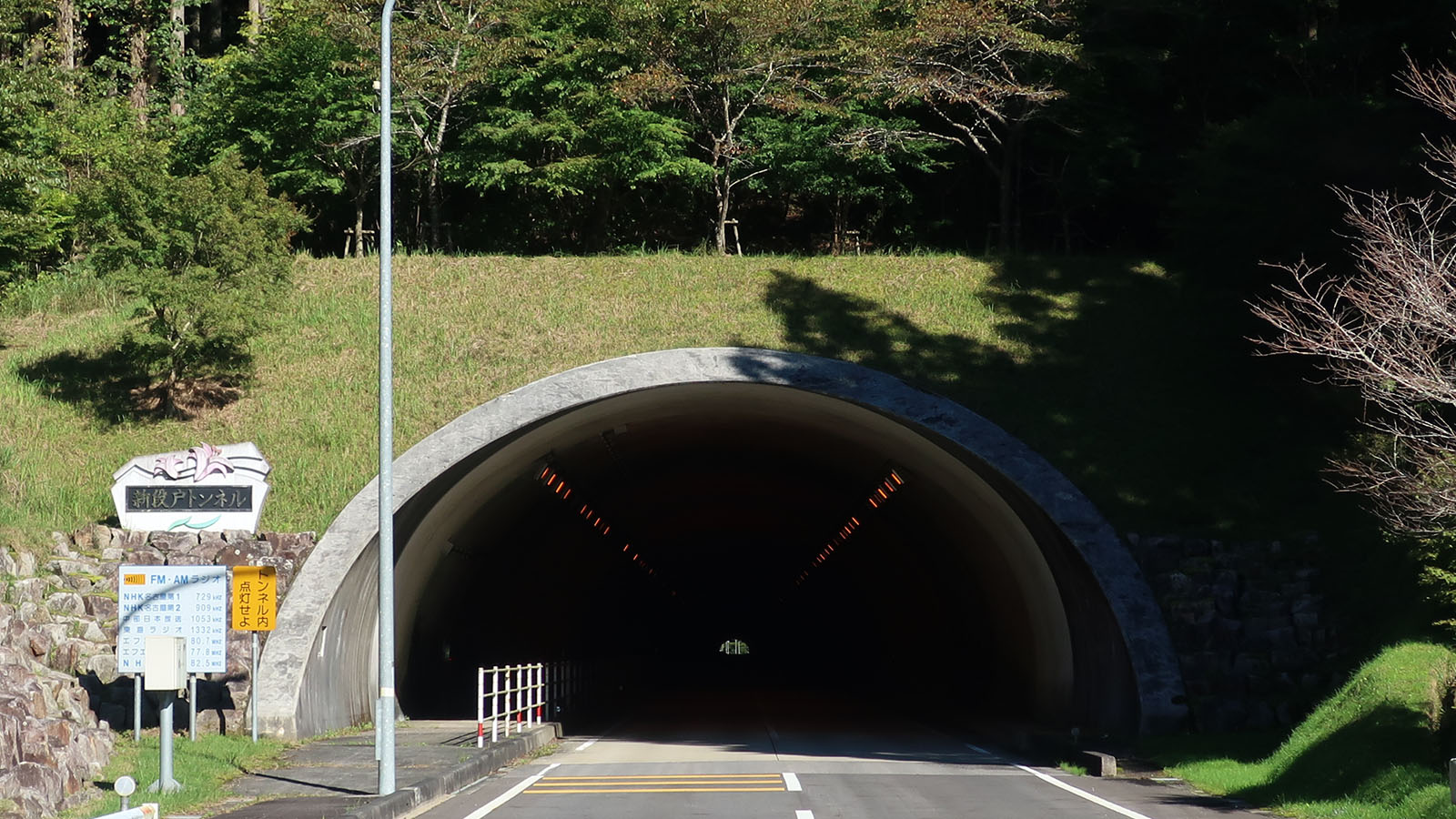
新段戸トンネル 愛知県豊田市阿蔵町
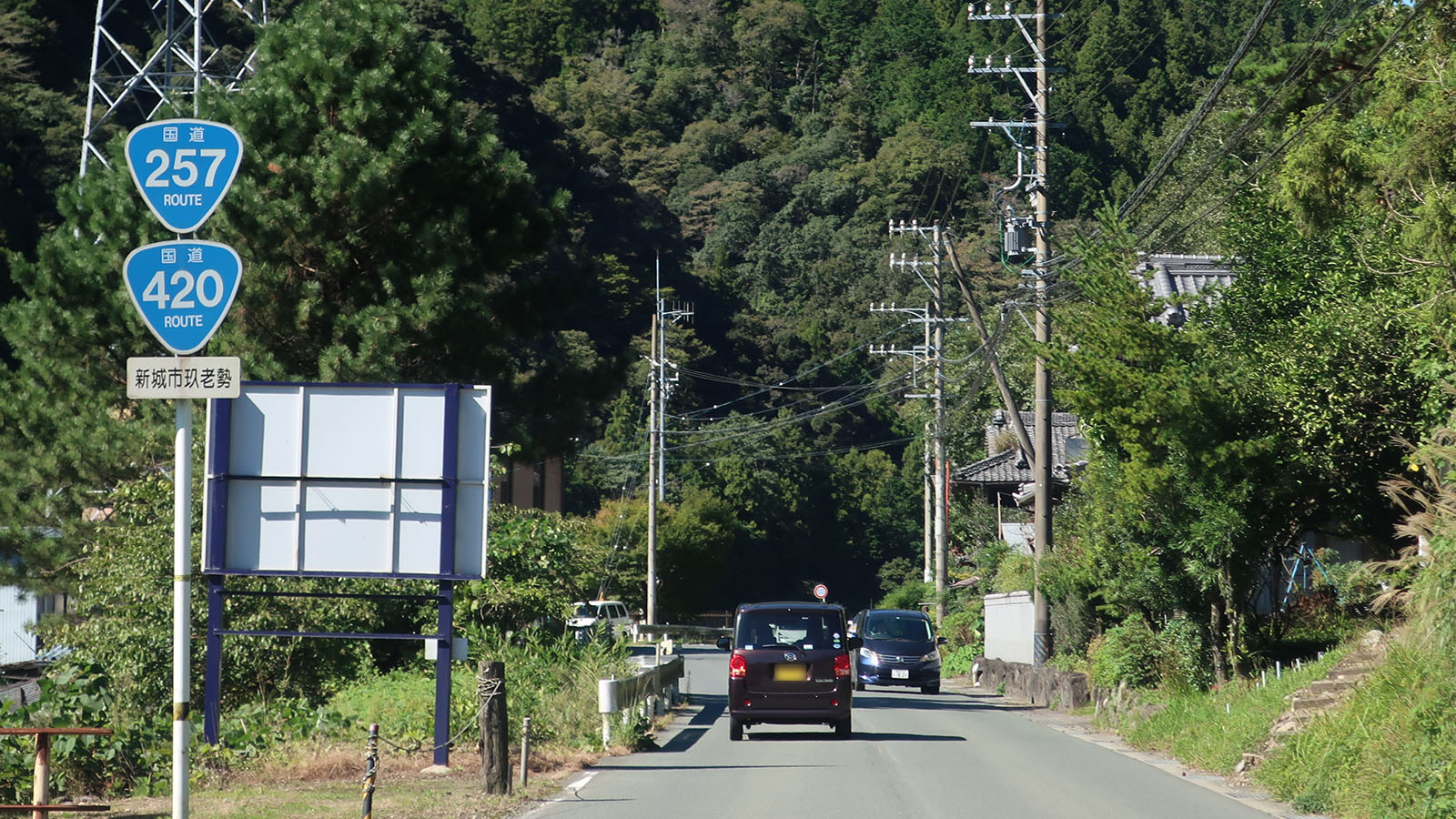
国道257号との重複 愛知県新城市玖老勢
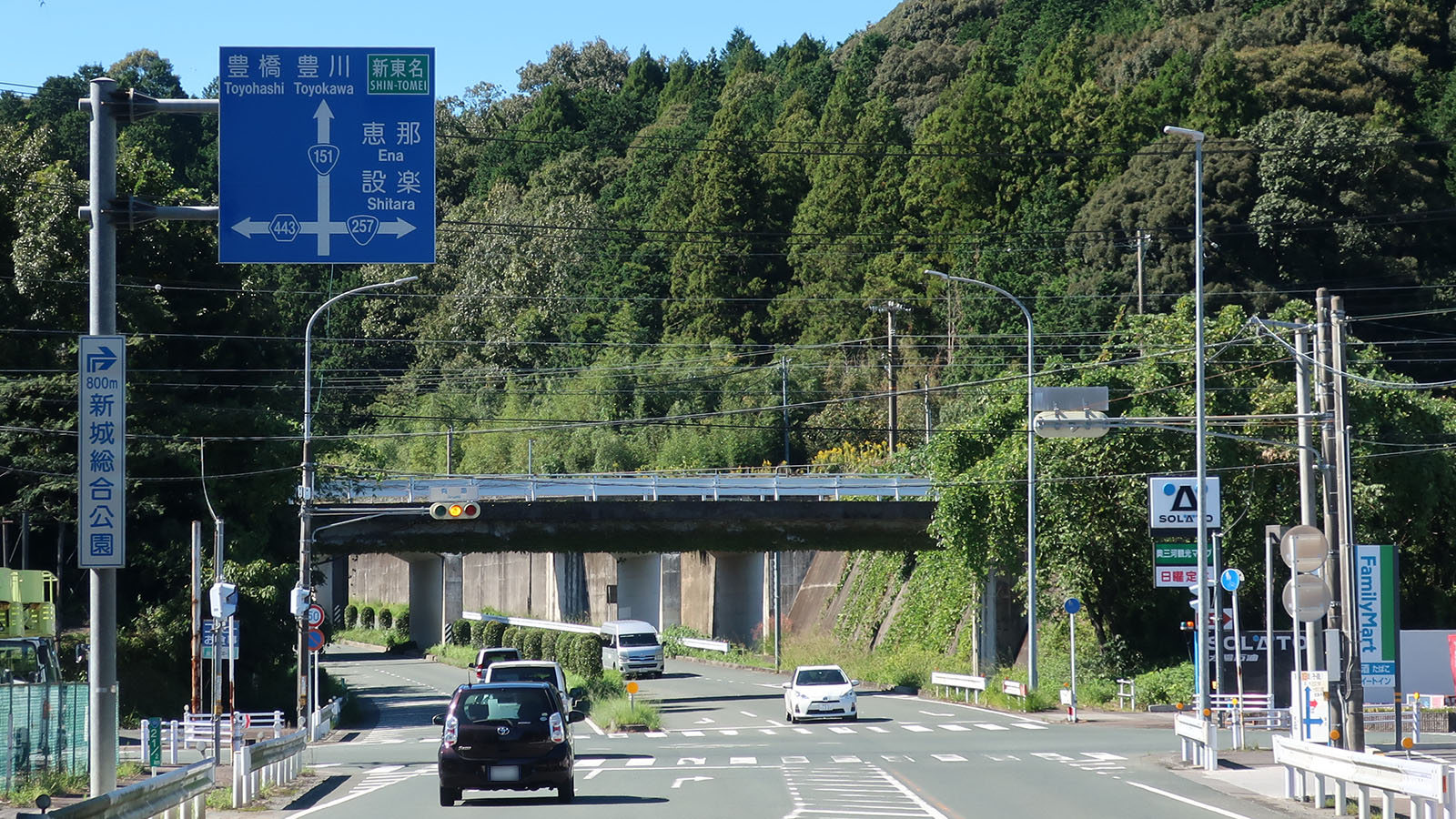
終点の有海交差点 愛知県新城市有海